# Platygaster euurae
Platygaster euurae är en stekelart som först beskrevs av William Harris Ashmead 1893.  Platygaster euurae ingår i släktet Platygaster och familjen gallmyggesteklar. Inga underarter finns listade i Catalogue of Life.